# 皇祖皇太神宮天津教

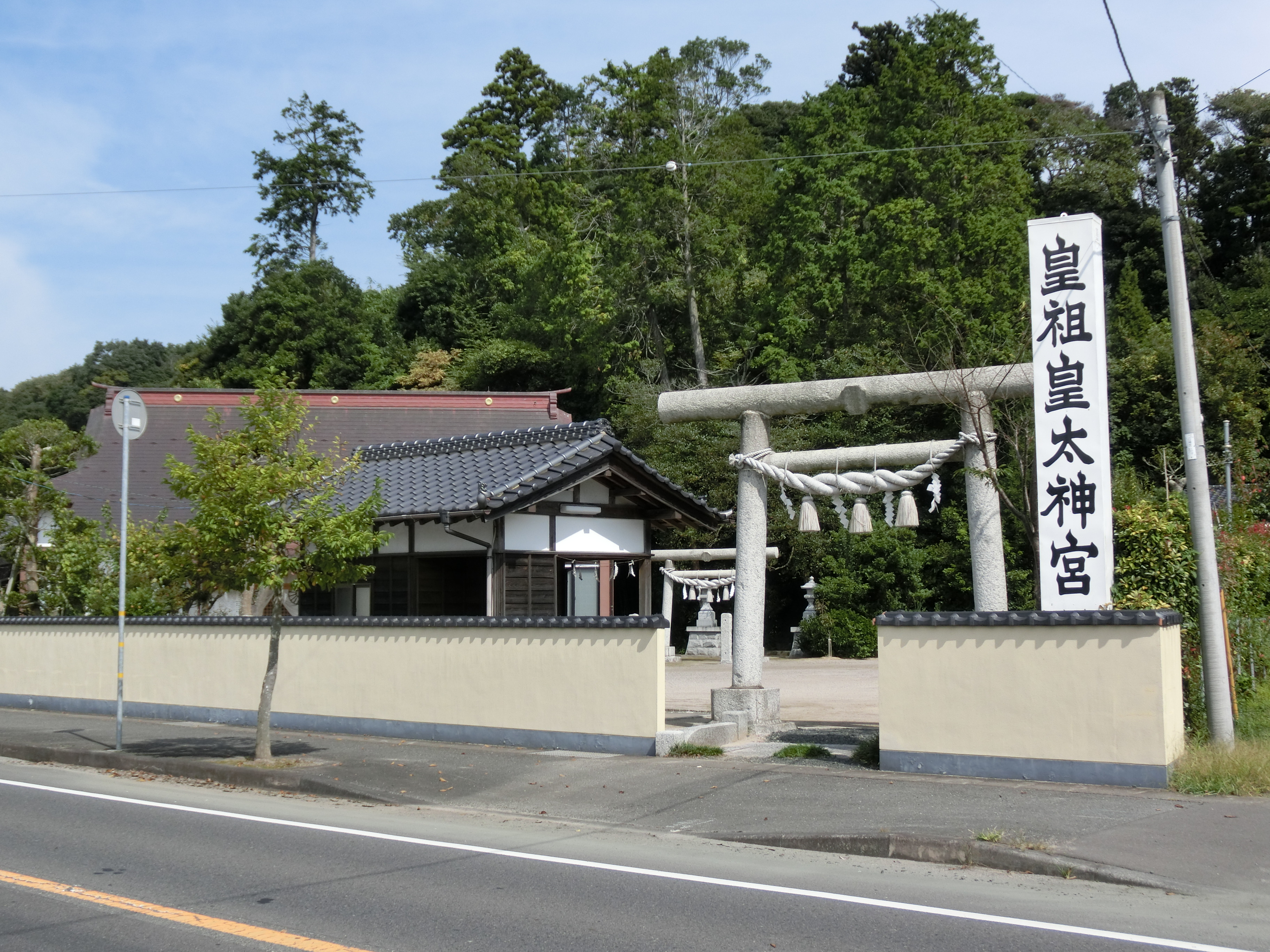
皇祖皇太神宮天津教本庁（皇祖皇太神宮）（茨城県北茨城市磯原町磯原835）

皇祖皇太神宮天津教（こうそ こうたいじんぐう あまつ-きょう）とは、昭和前期に強勢を誇った御嶽教系の流れをくむ宗教団体である。単に「天津教」と略称されることもある。

## 沿革[2]

### 戦前
竹内巨麿が祖父より譲り受けた、世界の歴史や、太古の天皇家を記した古文献（いわゆる竹内文書）や、真正な神器とされる神宝の正当な認知や、皇祖皇太神宮の国家による日本国の再興を求め、1900年に茨城県において御嶽教天都教会を開く。
1911年に本殿や拝殿を新築し、徐々に活動の範囲を広げ、1929年には茨城県、福島県、東京、千葉県などで信者を1万数千人を擁するまでになる。
しかし、1929年詐欺事件で検挙された明道会岸一太の著作中に竹内文書の一部が掲載されていたことや、教団から竹内文書や教団の神宝を認知するよう宮内省に働きかけがあったこと、さらに、1930年に前出の岸一太の関連で、警視庁が詐欺容疑で竹内巨磨らを取り調べるも、不起訴。
1932年、内務省特高警察が竹内巨磨を拘引、不敬の言動により同年6月、菊花紋章類似図形の使用禁止、神宝拝観禁止の処分をし、神社の鳥居を撤去を余儀なくされた（第一次天津教弾圧事件）。
その後、御嶽教を離れ、合資会社天津教大司庁を設立するなどして活動を続けるも、1936年2月13日朝、茨城県多賀郡磯原町にて竹内巨麿らが不敬罪、文書偽造行使、詐欺容疑で逮捕された。
主な逮捕理由として世界天皇史観ともいうような神話と、異質な神代史、皇統譜を説き、その神宝をもって真正の三種の神器と称するなど、神宮や皇統の尊厳をそこなう不敬な思想が含まれていること、その思想が、国体明徴や現状打破を主張する国家主義者や国粋主義者、軍人の関心を引き付けたというものであった。
1937年12月11日、逮捕者15名中竹内巨麿のみが不敬罪で起訴。1942年3月16日、一審不敬罪有罪判決。上告。
1944年12月12日、大審院無罪判決、結審。判決では、「この問題は裁判所の権限を超えた宗教問題である」、あるいは「単なる証拠不十分である」として無罪が宣告されるに至る（第二次天津教弾圧事件）。
教団としては決して大規模ではなかったが、その神宝や文献を見学、調査に訪れた学者や軍人はかなりの数にのぼり、当時その思想的影響力は無視できないものがあった。天津教最盛期時には、当時の教団の説明によると、荒木貞夫、有馬良橘、一条実孝、川村竹治、下中弥三郎、塩野季彦、頭山満などの有力軍人・政治家の信奉者がいたと伝えられている。

### 戦後
終戦後、1946年、宗教法人令により宗教法人大日教に改め、1949年天津巨と再改名するが、1950年に今度は超国家主義的思想を有する団体としてGHQから解散を命じられる。
1952年に宗教法人法による宗教法人 皇祖皇太神宮天津教として再発足。1965年教団創設者であり、管長（教団代表）竹内巨麿が逝去し、子息の竹内義宮（1999年死去）、孫の竹内康裕が管長の座を引き継ぎ、現在に至っている。